# تشين هان
تشين هان (بالإنجليزية: Chin Han)‏ مواليد 27 نوفمبر 1969 في سنغافورة، هو ممثل سنغافوري بدأ مسيرته الفنية عام 1988.

## الأعمال

### أفلام
- ناطحة سحاب
- فارس الظلام (الدور: لاو)
- 2012 (الدور: تينزين)
- عدوى
- كابتن أمريكا: جندي الشتاء (الدور: عضو المجلس الاستشاري)
- شبح في وعاء

### مسلسلات
- فرينج (مسلسل)
- السهم (مسلسل)
- القائمة السوداء (مسلسل)

## روابط خارجية
- تشين هان على موقع IMDb (الإنجليزية)
- تشين هان على موقع ألو سيني (الفرنسية)
- تشين هان على موقع أول موفي (الإنجليزية)
- تشين هان على موقع قاعدة بيانات الأفلام السويدية (السويدية)
- تشين هان على موقع قاعدة بيانات الفيلم (الإنجليزية)
- تشين هان على موقع كينوبويسك (الروسية)